# Zálesie (Kežmarok)
Zálesie (bis 1948 slowakisch „Gibeľ“; deutsch Giebel, ungarisch Gibely) ist eine Gemeinde im Norden der Slowakei mit 83 Einwohnern (31. Dezember 2024). Sie gehört zum Okres Kežmarok, einem Teil des Prešovský kraj und wird zur traditionellen Landschaft Zips gezählt.

## Geographie
Die Gemeinde befindet sich in der Zipser Magura im Quellbereich eines rechtsufrigen Zuflusses des Baches Rieka, im Einzugsgebiet des Dunajec. Das Ortszentrum befindet sich auf einer Höhe von 720 m n.m. und ist acht Kilometer von Spišská Stará Ves sowie 36 Kilometer von Kežmarok entfernt.
Nachbargemeinden sind Matiašovce im Norden, Havka im Nordosten, Veľká Lesná im Osten, Reľov im Süden und Spišské Hanušovce im Westen.

## Geschichte
1612 wurde der Ort auf Anlass von György Horváth-Palocsay, einem Besitzer des Herrschaftsgebiets der Burg Niedzica, durch polnische Einwohner aus der Umgebung von Nowy Targ und Czorsztyn besiedelt. Bis zur Abschaffung der Leibeigenschaft im Jahr 1848 gehörte er vorwiegend der Familie Horváth-Palocsay. 1787 zählte man 43 Häuser und 323 Einwohner und 1828 38 Häuser und 286 Einwohner, die in der Forst- und Landwirtschaft beschäftigt waren.
Bis 1918 gehörte der im Komitat Zips liegende Ort zum Königreich Ungarn und kam danach zur Tschechoslowakei beziehungsweise heute Slowakei. 1948 bekam das Dorf den Namen Zálesie, der dem deutschen „Hinterwald“ am nächsten entspräche.

## Bevölkerung
| Jahr                | 1994 | 2004    | 2014     | 2024    |
| ------------------- | ---- | ------- | -------- | ------- |
| Anzahl der Personen | 96   | 104     | 87       | 83      |
| Unterschied         |      | +8,33 % | −16,34 % | −4,59 % |

| Jahr                | 2023 | 2024    |
| ------------------- | ---- | ------- |
| Anzahl der Personen | 80   | 83      |
| Unterschied         |      | +3,75 % |

Gemäß der Volkszählung 2011 wohnten in Zálesie 84 Einwohner, davon 77 Slowaken. Sieben Einwohner machten zur Ethnie keine Angabe. 77 Einwohner bekannten sich zur römisch-katholischen Kirche und bei sieben Einwohnern wurde die Konfession nicht ermittelt.